# William Walworth
Sir William Walworth (morto em 1385) foi um político inglês e Lord-Prefeito de Londres por duas vezes (1374–75 e 1380–81). É mais conhecido por matar Wat Tyler.
Sua família veio de Durham. Foi aprendiz de John Lovekyn, que era membro da Associação de Peixeiros, a quem sucedeu como vereador de Bridge Ward em 1368. Tornou-se xerife de Londres em 1370 e Lord-Prefeito em 1374. Foi membro do Parlamento para a Cidade de Londres em 1371, 1376, 1377 e 1383, como um dos dois vereadores da cidade.
É dito que suprimiu a usura na cidade durante seu mandato como Lord-Prefeito. Seu nome costuma aparecer em empréstimos adiantados para Ricardo II. Ele apoiou o tio do rei João de Gante, 1º Duque de Lencastre na cidade, onde havia uma forte oposição a João.

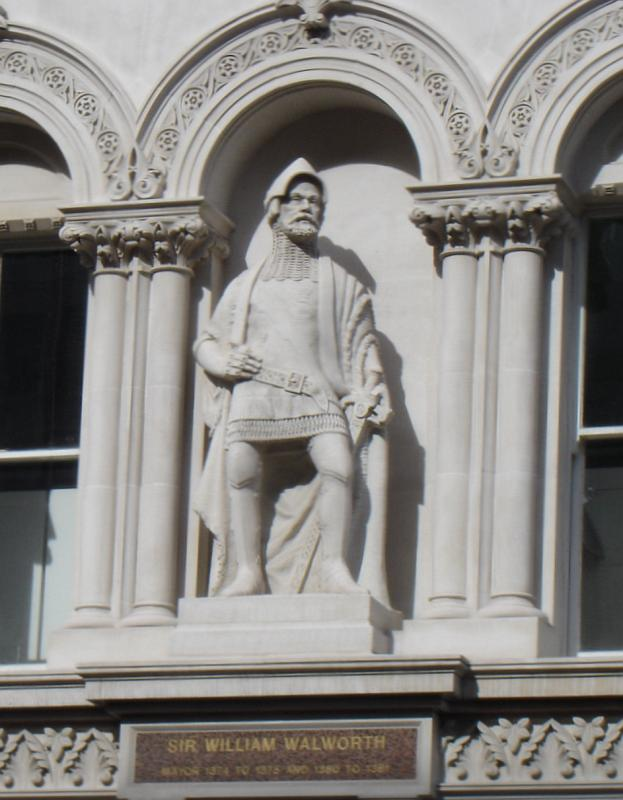
Estátua de Sir William Walworth no Viaduto Holborn

Trabalhou por um tempo na alfândega sob Geoffrey Chaucer. John Gardner, em The Life and Times of Chaucer, afirma que Walworth era um dos vários comerciantes importantes, todos amigos de Alice Perrers, que manipularam Eduardo III. Gardner sustenta que as queixas na Câmara dos Comuns demonstram que esse grupo conspirou para manter os preços dos alimentos altos, emprestou dinheiro ao rei com juros inflacionados e, por influência pessoal e financeira, convenceu o rei a emitir decretos lucrativos para si.
Sua façanha mais famosa foi o encontro com Wat Tyler durante a revolta camponesa de 1381, em seu segundo mandato como lorde. Em junho daquele ano, quando Tyler e seus seguidores entraram no sul de Londres, defendeu a Ponte de Londres contra eles. Ele estava com Ricardo II quando conheceu os insurgentes em Smithfield e matou o líder rebelde com sua adaga. As circunstâncias do assassinato – incluindo se Walworth planejou o ataque ou atacou espontaneamente – sempre foram incertas.
Levantou o guarda-costas da cidade em defesa do rei, serviço pelo que recebeu o título de cavaleiro e uma pensão. Posteriormente, serviu em duas comissões para restaurar a paz no condado de Kent.
Morreu em 1385 e foi enterrado na Igreja de São Miguel, Crooked Lane, da qual era um benfeitor considerável. Sir William Walworth era o membro mais ilustre da Associação de Peixeiros, e invariavelmente figurava nos concursos preparados por eles quando um de seus membros alcançava a prefeitura. Tornou-se um herói favorito nos contos populares e apareceu em Nine Worthies of London, de Richard Johnson, em 1592.
É comemorado com uma estátua no viaduto Holborn, perto dos limites da cidade de Londres.
Sua esposa, Margaret, sobreviveu a ele; ela morreu antes de 1413.